# Montreuil-sur-Ille
Montreuil-sur-Ille é uma comuna francesa na região administrativa da Bretanha, no departamento Ille-et-Vilaine. Estende-se por uma área de 15,09 km². Em 2010 a comuna tinha 2 424 habitantes (densidade: 160,6 hab./km²).